# Abdul Malik
Abdul Majeed Malik (in urdu عبد المالک‎?; 28 novembre 1939) è un ex velocista pakistano.
Ha partecipato ai Giochi di Roma 1960, gareggiando nei 110m ostacoli e nella Staffetta 400x100m, assieme al fratello Abdul Khaliq.